# 아스트라 인터내셔널
아스트라 인터내셔널(인도네시아어: Astra International)은 자딘 사이클 & 캐리지가 소유한 인도네시아의 복합기업이다. 1957년 티아 키안 타이, 리엠 펜 홍이 PT 아스트라 인터내셔널 인코퍼레이티드라는 이름으로 설립했다.
이 회사는 동남아시아 최대의 독립 자동차 그룹이다. 주로 인도네시아에서 사업을 운영하며, 토요타, 다이하쓰, 이스즈 자동차, UD트럭, BMW 등의 자동차 회사와 혼다 오토바이와의 파트너십을 통해 다양한 자동차 및 오토바이 제품을 공급한다. 아스트라는 자회사인 PT 아스트라 오토파트 Tbk를 통해 자동차 부품 분야에서도 강력한 입지를 가지고 있다.
또한 아스트라는 금융 서비스, 중장비 및 광업, 농업 사업, 인프라 및 물류, 정보 기술 분야에도 관심을 가지고 있다. 금융 서비스 분야에서 아스트라의 사업은 자동차 및 중장비 판매를 지원하는 금융 상품 및 서비스를 제공한다. 이 그룹은 2010년대 후반까지 PT 뱅크 페르마타 Tbk에 대한 지분을 통해 소매 금융에도 참여했다. 2019년, 아스트라는 애플리케이션 기반의 온디맨드 서비스인 고젝에 1억 5천만 달러를 투자했다.

## 역사
아스트라 인터내셔널은 1957년 윌리엄 소에랴자야와 그의 형제 베냐민, 티아 키안 타이, 그리고 그의 친구 E. 하디만에 의해 설립되었다. 원래 아스트라는 잘란 사방(현재 잘란 하지 아구스 살림)에 위치한 상점을 통해 청량음료 유통 및 희토류 수출업체였다. 아스트라라는 이름은 원래 윌리엄의 형제인 티아 키안 타이의 아이디어로, 라틴어로 별을 의미하는 단어에서 영감을 받았다. 초기 아스트라는 수입된 석회수 및 콘비프 유통과 반둥에서 생산된 2개의 현지 치약 브랜드 유통을 맡았다. 다른 사업으로는 인산 알루미늄 및 전구, 코프라 및 식용유의 선박 운송도 포함되었다. 그의 형제 티아 키안 타이가 팔렘방으로 떠나고 사업 파트너 하디만이 다른 사업에 더 집중하면서 윌리엄은 아스트라의 대주주가 되었다. 수카르노 시대 말기, 아스트라는 자틸루후르 댐 건설을 위한 현지 공급업체로 신뢰를 받았다. 1965년, 국가를 뒤흔든 정치적 혼란 이후, 윌리엄은 잘란 주안다로 사무실을 옮기는 등 급진적인 변화를 통해 사업을 유지하려고 노력했다. 신질서로의 전환 이후, 아스트라는 도로 건설을 위해 일본의 복합기업 마루베니로부터 아스팔트를 수입하는 것을 맡았다. 아스트라는 또한 USAID로부터 수입 사업을 위해 290만 달러의 대출을 확보했는데, 여기에는 제너럴 모터스가 만든 트럭을 수입하여 정부에 판매하는 것도 포함되었다. 그러나 원조 조건 위반으로 인해 아스트라는 제너럴 모터스에서 트럭을 수입하는 것이 금지되었다.
1969년 제너럴 모터스와의 계약이 해지된 후, 윌리엄은 일본으로 초점을 옮겼다. 당시 일본 점령기 가야 모터의 전 매니저였던 카미오 히데오는 토요타 트럭이 인도네시아에서 조립되어야 한다고 주장했다. 이미 가야 모터를 인수한 윌리엄은 인도네시아에서 토요타 차량의 최초이자 유일한 유통업체가 되었고, 나중에 토요타와 합작 투자를 통해 PT 토요타-아스트라 모터(TAM)를 설립하여 토요타 하이에이스, 토요타 코롤라, 토요타 키장을 인도네시아에서 조립된 최초의 토요타 자동차로 출시했다. 토요타에서의 성공 이후, 아스트라는 혼다 오토바이 및 후지 제록스 사무용품을 포함한 더 많은 일본 제품을 인도네시아에 유통하는 것을 맡았다. 1972년, 아스트라는 유나이티드 트랙터스를 설립하여 중장비 사업에 진출했으며, 처음에는 고마쓰 제작소 및 타다노 장비 수입에 집중했다. 1973년, 아스트라는 또한 다이하쓰 자동차의 단독 유통업체가 되어 1978년 PT 아스트라 다이하쓰 모터를 설립했다. 아스트라는 또한 푸조 및 르노와 같은 프랑스 브랜드, 그리고 독일 브랜드 BMW와 같은 일부 유럽 브랜드로 자동차 부문을 확장했다.
1988년, 수하르토가 같은 해 10월 은행 개혁을 단행한 후, 아스트라는 금융 사업에 진출하려고 시도했다. 윌리엄과 그의 아들 에드워드는 1989년 방크 아궁 아시아를 인수한 후 방크 숨마를 설립했지만, 설립 1년 후와 아스트라의 기업공개 이후, 은행은 부실 채권으로 인해 위기에 처했으며 결국 파산했다. 방크 숨마의 파산에 대한 책임을 지기 위해 윌리엄은 방크 숨마의 파산 이후 고객 손실을 보상하기 위해 자신의 아스트라 주식 일부를 에카 티아 시압타 위자야, 프라조고 판게스투, 푸테라 삼포에르나, 봅 하산, 수도노 살림과 같은 신질서 시대의 유명 사업가들의 컨소시엄에 매각했다. 방크 숨마의 실패 이후, 아스트라는 같은 해에 새로운 은행인 방크 유니버설을 설립하려고 시도했지만, 이 은행은 나중에 1997년에 파산했다.
1997년 아시아 금융 위기와 수하르토 하야의 여파로, 4명의 사업가가 보유하고 있던 아스트라 주식의 40%가 인도네시아 은행 구조조정청 (BPPN)에 넘어갔다. 아스트라를 인수한 후 BPPN은 싱가포르 기반의 영국-홍콩 복합기업인 자딘 매시선의 자회사인 자딘 사이클 & 캐리지와 윌리엄의 아들인 에드윈 소에랴자야와 그의 사업 파트너인 산디아가 우노가 설립한 투자 회사인 사라토가 인베스타마 세다야를 포함한 여러 구매자에게 아스트라 주식을 경매하기 시작했다. 그러나 에드윈은 자딘 사이클 & 캐리지가 경매에서 승리하고 현재 아스트라 주식의 50.1%를 보유하게 되면서 아스트라를 소에랴자야 가문으로 되돌리는 데 실패했다.
자딘의 인수 이후, 아스트라는 스탠다드 차타드 은행과 함께 2020년까지 89.12%의 지분으로 아스트라가 이전에 소유했던 방크 유니버셜과 4개의 다른 은행의 합병 결과인 페르마타 은행을 인수했다. 2016년, 아스트라는 새로운 사업 분야인 부동산 사업을 공개했다.

## 현재 사업

### 자동차
- 토요타 및 렉서스, 토요타 아스트라 모터를 통해 단독 대리점, 수입업체 및 유통업체로서, 토요타와의 50-50 합작투자이다.[14] 이 그룹은 또한 5개의 제조 시설을 소유한 PT Toyota Motor Manufacturing Indonesia의 5% 지분(95%는 토요타 모터 코퍼레이션이 보유)을 소유한다.[15]
- 다이하쓰, PT 아스트라 다이하쓰 모터를 통해 유통 및 제조 시설을 소유하며, 아스트라 인터내셔널, 다이하쓰, 토요타 츠쇼 간의 합작투자이다.[16] 이 시설은 또한 토요타 브랜드를 제조한다.[17]
- 이스즈, 이스즈 아스트라 모터 인도네시아를 통해 PT 아리아 카리스마(아스트라 인터내셔널이 전적으로 소유)와 이스즈 간의 합작투자로서, 차량, 부품, 액세서리 및 예비 부품의 단독 대리점 및 제조업체이다.[18]
- UD트럭, UD 아스트라 모터 인도네시아를 통해 단독 대리점이다.[19]
- 스카니아, 유나이티드 트랙터스를 통해 단독 대리점이다.
- BMW 및 MINI, 딜러 및 마케팅 업체 중 하나이다. 아스트라 인터내셔널은 PT 가야 모터를 통해 BMW 차량 조립을 제공한다.[20][21]
- 혼다 오토바이는 PT 아스트라 혼다 모터를 통해 혼다와의 합작투자로 인도네시아 시장 및 수출국을 위한 혼다 오토바이 제조와 국내 딜러 중 하나이다.[22]

### 농업 사업
- 아스트라 아그로 레스타리

### 정보 기술
- 아스트라 그래피아는 후지 제록스의 유통을 담당한다.

### 부동산
- 자카르타의 아스트라 타워 복합 용도 건물
- 홍콩 랜드와의 파트너십으로 아스트라 랜드 인도네시아